# Ionuț Moșteanu
Liviu-Ionuț Moșteanu (ur. 23 grudnia 1973 w Ștefănești) – rumuński polityk, deputowany, od 2025 wicepremier oraz minister obrony narodowej.

## Życiorys
Studiował automatykę na Uniwersytecie Politechnicznym w Bukareszcie (1992–1995), zarządzanie na Universitatea Bioterra (1996–1999) i anglistykę na Uniwersytecie Bukareszteńskim (2018–2020). Pracował na różnych stanowiskach w sektorze reklamowym i marketingowym, m.in. był dyrektorem generalnym agencji reklamowej Total Branding Partners. W grudniu 2015 został doradcą ministra transportu i infrastruktury, następnie od maja do października pełnił funkcję sekretarza stanu w tym resorcie.
Zaangażował się w działalność polityczną w ramach Związku Zbawienia Rumunii. W 2016 po raz pierwszy uzyskał mandat posła do Izby Deputowanych. Z powodzeniem ubiegał się o reelekcję w wyborach w 2020 i 2024. W niższej izbie parlamentu zajmował stanowisko przewodniczącego frakcji USR.
W czerwcu 2025 objął urzędy wicepremiera oraz ministra obrony narodowej w rządzie Ilie Bolojana.